# 31 Aquilae
31 Aquilae (31 Aql / b Aquilae / HD 182572 / HR 7373) es una estrella en la constelación del Águila de magnitud aparente +5,16. Se encuentra a 49,4 años luz del sistema solar.
31 Aquilae es una subgigante amarilla de tipo espectral G8IV cuya temperatura efectiva es de 5580 K.
Con una luminosidad cercana al doble de la luminosidad solar, su radio es un 35% más grande que el del Sol, confirmando su estatus de subgigante.
Gira sobre sí misma con una velocidad de rotación proyectada de 2,2 km/s.
Algo menos masiva que el Sol —con una masa en torno a las 0,95 masas solares—, es una estrella antigua con una edad aproximada de 10 000 millones de años.
El interés principal de 31 Aquilae radica en su elevado contenido metálico, condición que comparte con Azmidiske (ξ Puppis) y α Indi.
Su abundancia relativa de hierro es 2,40 veces mayor que en el Sol; otros elementos como silicio, titanio y níquel muestran una «sobreabundancia» similar, siendo especialmente notable el contenido de sodio, que triplica el del Sol.
El contenido de litio es 6 veces mayor que en nuestra estrella, lo cual no es de extrañar considerando que el Sol, en relación con otras estrellas, parece estar empobrecido en este metal.
Dos estrellas de magnitud +8,7 y +10,3, visualmente a casi 2 minutos de arco, pueden estar físicamente relacionadas con 31 Aquilae.
Por otra parte, es posible que 31 Aquilae sea una estrella variable, recogida en el New Catalogue of Suspected Variable Stars como NSV 11994.